# São Nicolau (Marco de Canaveses)
São Nicolau é uma localidade portuguesa do Município de Marco de Canaveses que foi sede da extinta Freguesia de São Nicolau, freguesia que tinha 0,84 km² de área e 447 habitantes (2011), e, por isso, uma densidade populacional de 532,1 hab/km².
A Freguesia de São Nicolau foi extinta pela reorganização administrativa de 2013, tendo o seu território sido integrado na Freguesia do Marco.

## População
| População da freguesia de São Nicolau | População da freguesia de São Nicolau | População da freguesia de São Nicolau | População da freguesia de São Nicolau | População da freguesia de São Nicolau | População da freguesia de São Nicolau | População da freguesia de São Nicolau | População da freguesia de São Nicolau | População da freguesia de São Nicolau | População da freguesia de São Nicolau | População da freguesia de São Nicolau | População da freguesia de São Nicolau | População da freguesia de São Nicolau | População da freguesia de São Nicolau | População da freguesia de São Nicolau |
| ------------------------------------- | ------------------------------------- | ------------------------------------- | ------------------------------------- | ------------------------------------- | ------------------------------------- | ------------------------------------- | ------------------------------------- | ------------------------------------- | ------------------------------------- | ------------------------------------- | ------------------------------------- | ------------------------------------- | ------------------------------------- | ------------------------------------- |
| 1864                                  | 1878                                  | 1890                                  | 1900                                  | 1911                                  | 1920                                  | 1930                                  | 1940                                  | 1950                                  | 1960                                  | 1970                                  | 1981                                  | 1991                                  | 2001                                  | 2011                                  |
| 259                                   |                                       | 229                                   | 287                                   | 307                                   | 312                                   | 296                                   | 237                                   | 336                                   | 334                                   | 284                                   | 353                                   | 269                                   | 491                                   | 447                                   |

| Distribuição da População por Grupos Etários | Distribuição da População por Grupos Etários | Distribuição da População por Grupos Etários | Distribuição da População por Grupos Etários | Distribuição da População por Grupos Etários | Distribuição da População por Grupos Etários | Distribuição da População por Grupos Etários | Distribuição da População por Grupos Etários | Distribuição da População por Grupos Etários | Distribuição da População por Grupos Etários |
| -------------------------------------------- | -------------------------------------------- | -------------------------------------------- | -------------------------------------------- | -------------------------------------------- | -------------------------------------------- | -------------------------------------------- | -------------------------------------------- | -------------------------------------------- | -------------------------------------------- |
| Ano                                          | 0-14 Anos                                    | 15-24 Anos                                   | 25-64 Anos                                   | > 65 Anos                                    |                                              | 0-14 Anos                                    | 15-24 Anos                                   | 25-64 Anos                                   | > 65 Anos                                    |
| 2001                                         | 86                                           | 78                                           | 270                                          | 57                                           |                                              | 17,5%                                        | 15,9%                                        | 55,0%                                        | 11,6%                                        |
| 2011                                         | 63                                           | 66                                           | 260                                          | 58                                           |                                              | 14,1%                                        | 14,8%                                        | 58,2%                                        | 13,0%                                        |

No censo de 1878 estava anexada à freguesia de Fornos

## Caracterização
Apesar de integrada na cidade do Marco de Canaveses, São Nicolau era uma das menos povoadas do município e a de menor extensão. Tinha 269 habitantes em 1991 e 491 dez anos depois. Comércio e indústria representam parcelas importantes na economia, com particular incidência para o sector terciário, que naturalmente engloba alguns dos serviços essenciais para a população do Marco de Canaveses.

## História
São Nicolau corresponde à antiga Vila de Canaveses. Aqui foi fundada a Albergaria da Rainha, por D. Mafalda, que também mandou construir a Igreja românica e a ponte sobre o Tâmega; aqui se estabeleceu o Concelho de Canaveses, com pelourinho hoje classificado monumento nacional.
Em breves linhas, a história de São Nicolau, que com cerca de quinhentos habitantes, pouco conserva, hoje, do seu antigo esplendor. Melhor do que nós, Manuel de Vasconcelos resumiu séculos de vida em "A Vila de Canaveses" (1935): 
«Dentro da província de Entre-Douro-e-Minho, sob a alçada da antiga comarca de Guimarães, com os braços abertos de uma e outra parte do rio Tâmega, assenta a pequena e antiquada vila de Canaveses. No recanto onde jaz, entre as colinas do vale do Tâmega, férteis e verdejantes, esquecida, ignorada, ninguém ousaria chamá-la ao tablado da publicidade, se não fora o precioso manancial de águas sulfurosas arsenicais, que muito perto brota.
Terra antiga, que vem, pelo menos, da fundação da monarquia portuguesa, gozou de privilégios e regalias e possui ainda uma das mais belas obras da arte românica, a majestosa ponte sôbre o rio Tâmega.»
Na altura em que oaquele autor escreveu (1935), ainda a velhinha ponte românica se erguia, orgulhosa, depois de ter vencido as duras refregas da Segunda Invasão Francesa. Soult bem tentou atravessar o rio, mas encontrou a oposição de António da Serpa Pinto, capitão-mor do Concelho de Canaveses, Soalhães e Tuias. Durante longos dias, a ponte foi defendida, tão bem que os franceses não passaram, mesmo que à custa de muitos mortos e feridos.
Grandemente danificada, seria reparada mais tarde, com os seus sete arcos e guardas ameadas. Estava em ruínas nos inícios do nosso século, tendo sido demolida e substituída por outra semelhante, em 1944. Atitude incompreensível do poder de então, impensável hoje em dia.
A Igreja Paroquial de São Nicolau é românica. Muito simples, localiza-se perto da margem esquerda do Tâmega. A frontaria é rematada por uma sineira, colocada no vértice da empena, e o pórtico principal é de arco quebrado. O interior é também muito simples e guarda a sepultura de Álvaro Pessoa de Carvalho (século XVIII).
Em 1977, foram, descobertos alguns frescos renascentistas, representando Santa Catarina, de Alexandria; e um eclesiástico trajado de negro. Classificado como imóvel de interesse público, em 1971, este templo apresenta, segundo o saudoso Carlos Alberto Ferreira de Almeida, "feição românica, embora possa não datar dos séculos XII ou XIII ".
Do antigo poder municipal protagonizado pelo Concelho de Canaveses, é hoje símbolo perene o Pelourinho de São Nicolau, classificado em Junho de 1910. É constituído por um pódio de quatro degraus que suporta uma coluna cilíndrica, encimada por um elemento quadrangular, rematado nos seus vértices por quatro pequenas pirâmides e uma maior, no centro. Canaveses foi Honra e Vila. Detinha os privilégios daí decorrentes. Era também uma das poucas Beetrias portuguesas, lugares geralmente ermos beneficiados pelos primeiros monarcas para albergar os viandantes.
Não se sabe quando recebeu o título de Vila, tudo aponta para que tenha sido no tempo de D. Mafalda. Foi integrado, no século XIX, no Concelho de Soalhães e posteriormente no de Marco de Canaveses.

## Património
- Pelourinho de São Nicolau ou Pelourinho de Marco de Canaveses
- Cruzeiro do Senhor da Boa Passagem
- Conjunto: Igreja de Santa Maria (Marco de Canaveses) e Igreja de São Nicolau (Marco de Canaveses)
- Capela de São Lázaro (São Nicolau) ou Lugar de Ordem